# Hans-Uwe Pilz
Hans-Uwe Pilz (ur. 10 listopada 1958 w Hohenstein-Ernstthal) – niemiecki piłkarz, występował na pozycji obrońcy lub pomocnika.

## Kariera klubowa

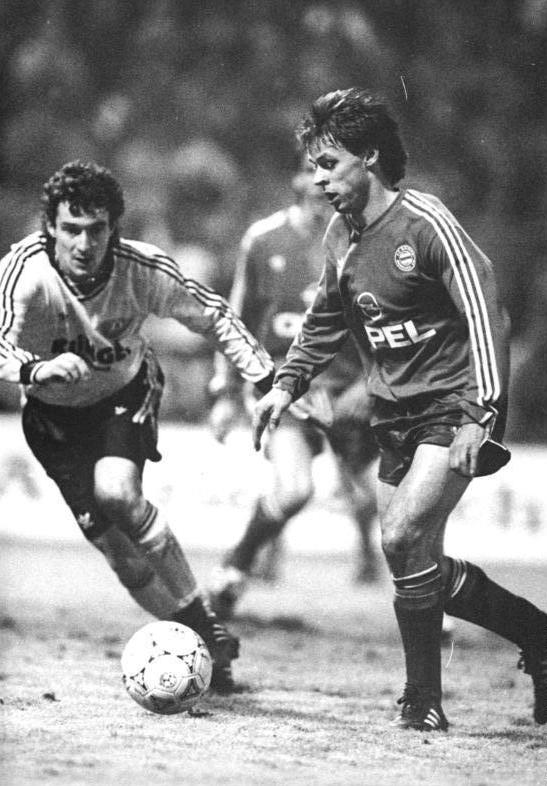
Hans-Uwe Pilz (z lewej) w barwach Dynamo Drezno w wygranym meczu z Bayernem Monachium (1:0) 26 listopada 1990. Z prawej Olaf Thon.

Pilz treningi rozpoczął w wieku 10 lat w klubie BSG Motor Hohenstein-Ernstthal. W 1973 roku trafił do juniorskiej ekipy klubu Sachsenring Zwickau. W 1976 roku został włączony do jego pierwszej drużyny. Spędził w niej 5,5 roku. W styczniu 1982 roku został graczem Dynama Drezno. W 1982, 1984, 1985 oraz 1990 zdobywał z klubem Puchar NRD. W 1989 wygrał z zespołem mistrzostwo NRD. Rok później ponownie zdobył z klubem mistrzostwo NRD.
Latem 1990 roku odszedł do Fortuny Kolonia. W 2. Bundeslidze zadebiutował 29 lipca 1990 w przegranym 0:2 meczu z Preußen Münster. W listopadzie powrócił do Dynama Drezno. Od początku sezonu 1991/1992 startował z klubem w rozgrywkach Bundesligi. Pierwszy mecz zaliczył w niej 3 sierpnia 1991 przeciwko 1. FC Kaiserslautern (0:1). W 1995 roku spadł z klubem do 2. Bundesligi. Wówczas trafił do innego drugoligowego zespołu - FSV Zwickau, gdzie występował, gdy ten nosił nazwę Sachsenring Zwickau. W 1997 roku zakończył karierę. Potem jako trener dwukrotnie prowadził zespół FSV Zwickau.

## Kariera reprezentacyjna
W reprezentacji NRD Pilz zadebiutował 9 września 1982 w wygranym 1:0 towarzyskim meczu z Islandią. Po raz ostatni w kadrze zagrał 12 kwietnia 1989 w przegranym 0:2 pojedynku eliminacji mistrzostw świata 1990 z Turcją. W latach 1982–1989 w drużynie narodowej rozegrał w sumie 35 spotkań.